# Orquestra Filharmònica de Brno
L'Orquestra Filharmònica de Brno és (en txec: Filharmonie Brno i en alemany: Philharmoniker Brünn) és una de les orquestres simfòniques més importants de la República Txeca. Anteriorment a 2006, era coneguda com la Filharmònica Estatal de Brno (Státní filharmonie Brno) des de la seva fundació el 1956. L'orquestra resideix oficialment al centre cultural Besední dům, encara que també realitza presentacions freqüentment en el Teatre de l'Òpera Janáček, tots dos ubicats a la ciutat de Brno. El seu últim director principal va ser Aleksandar Marković (2009-2015).
Els fons per a l'organització són subvencionats amb el suport estatal de la ciutat de Brno, el Ministeri de Cultura de la República Txeca i el govern regional de Moràvia Meridional.
L'orquestra assessora i col·labora amb el Conservatori de Brno per a la realització de presentacions conjuntes. Des del 2008 també participa com a orquestra convidada al Festival Primavera de Praga.

## Directors principals
- Břetislav Bakala (1956-1958)
- Jaroslav Vogel (1959-1962)
- Jiří Waldhans (1962-1978)
- František Jílek (1978-1983)
- Petr Vronsky (1983-1991)
- Leoš Svárovský (1991-1995)
- Otakar Trhlík (1995-1997)
- Aldo Ceccato (1997-2000)
- Petr Altrichter (2002-2009)
- Aleksandar Marković (2009-2015)
- Dennis Russell Davies (2018–)[2]

## Directors emèrits
- Caspar Richter (2002-actualitat)
- Charles MacKerras (2007-2010)